# 达赫斯巴赫
达赫斯巴赫是德国巴伐利亚州的一个市镇。总面积20.58平方公里，总人口1780人，其中男性896人，女性884人（2011年12月31日），人口密度86人/平方公里。